# 余家站
余家站位于江西省鹰潭市贵溪市余家，建于1956年。距鹰潭站9公里，距厦门站685公里。现为四等站。客运办理旅客乘降、行李包裹托运，货运仅办理专用线、专用铁路整车货物发到。